# یوکا پوئوتیلا
یوکا پوئوتیلا (فنلاندی: Jukka Puotila؛ زادهٔ ۹ سپتامبر ۱۹۵۵) بازیگر اهل فنلاند است.
از فیلم‌هایی که وی در آن‌ها نقش داشته‌است، می‌توان به بمب کثیف، سال گرگ و اعتیاد اشاره نمود.